# Marvin Hagler
(Marvelous) Marvin Hagler (Newark, 23 mei 1954 – New Hampshire, 13 maart 2021) was een Amerikaans bokser. Hij was de onbetwiste wereldkampioen in de middengewichtsklasse van 1980 tot 1987. 

## Carrière
Hagler won de wereldtitel tegen de Engelsman Alan Minter op 27 september 1980. Hij verdedigde zijn titel tegen onder anderen Roberto Durán. Op 15 april 1985 namen Hagler en Thomas Hearns deel aan een gevecht dat werd aangeprezen als "The War". Hagler won door knock-out in de derde ronde. In 1987 vocht hij tegen Sugar Ray Leonard en verloor op basis van een verdeelde en controversiële beslissing, velen zagen Hagler als winnaar.
In totaal heeft Hagler de titel twaalf keer verdedigd en heeft 78% van zijn wedstrijden gewonnen door knock-out. Daarbij houdt hij het hoogste knock-out percentage van alle kampioenen in het middengewicht. Met zes jaar en zeven maanden, is zijn regeerperiode als onbetwiste kampioen in het middengewicht de op een na langste in het boksgeschiedenis, achter alleen Tony Zale. 

## Varia
Hagler vond het storend dat netwerkomroepers hem niet vaak verwezen naar zijn bijnaam "Marvelous", waarna hij zijn naam in 1982  officieel heeft gewijzigd in "Marvelous Marvin Hagler".